# إفريز

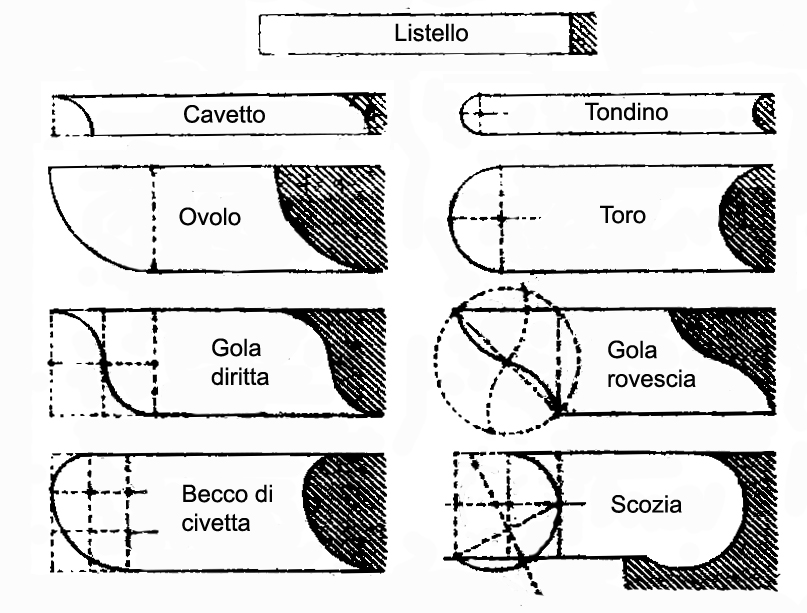
سلسة افاريز مأخوذة من كتاب الفينيولا لائحة أطراز الأعمدة الخمسة للعمارة)

الإفرِيْز أو الطُّنُف هو شريطٌ زخرفي بارز يُشكل حسب صورة هندسية معينة على جدران المباني فيمكن أن يكون انسيابي أو منقوشًا مع زينة ذات أشكال نباتيّة ومنمقة أو هندسيّة، وغالبًا ما يتكرر على امتداد أجزاء المبنى وقد يبرز عنه ويخفف سقوط المطر عليه.

## الاستخدامات
يستخدم الإفريز في الزخرفة المعمارية والأثاث والتصميم الداخلي. بالإضافة إلى وظيفة الإفريز الجمالية، فإنه يُمكن استخدامه أيضًا لتوضيح نسب وتناسب واجهة المبنى، وعادةً ما يكون -كما في الأعمدة الكلاسيكية- مُجَزّئة إلى ثلاثِ نسبٍ هي القاعدة، والجذع، والتاج.

## التاريخ
كان يسير تطور الإفريز في آسيا الصغرى ببطء شديد، رغم أن الأفاريز الحجرية والفخارية قد وجدت في المعابد اليونانية في برينيا بكريت ولاريسا في شمال غرب آسيا الصغرى، ثم في إيولتونيا بتراقيا، حيث الزخرفة إيونية الطراز. إن الأفاريز الفخارية المميزة للمعابد الأتروسكية تظهر تأثرًا إيونيًا واضحًا، وظهر ذلك في ضريح هاليكارناسوس في القرن 4 ق.م.، إذ ظهر عددل من الأفاريز على القاعدة Podia أو Pedestal، التي تقف عليها. كان الإفريز في القرن الخامس متوجًا بحليات فخارية بارزة في البداية، ثم صارت رخاميةً بعد ذلك. وإذا ما وجدت هذه الحليات في الجوانب فقد كانت تثقب دائمًا بعدد من الفتحات تسمح بخروج مياه الأمطار. كانت هذه الفتحات تقنّع بواسطة بزابيز بشكل رأس أسد. كما أن الحليات الصدقية تسمى Acroteria، كانت توضع فوق زوايا المثلث الذي يغلق الكتلة البنائية، أي الطبان القائم فوق الأعمدة. وكانت هذه تصنع أولًا من الفخار، ثم صارت بعد ذلك حجريةً أو رخامية تقوم على كتلة تخرج من الكورنيش المشرشر.